# Исмонд
Исмонд (итал. Ismondo; убит в 776, Брешиа) — легендарный первый франкский граф Брешиа (774—776).

## Биография
Единственный нарративный источник, подробно описывающий деятельность Исмонда — «История», долгое время приписывавшаяся жившему в XI веке нотарию Родольфо. Однако в настоящее время считается, что это сочинение является позднейшей подделкой, созданной историком Джанмария Биемми. Хотя тот в своей работе использовал средневековые документы из архивов города Брешиа, бо́льшая часть содержащихся в этом источнике сведений считается малодостоверной. В том числе, хотя датой подчинения Брешиа франкам в сочинении Родольфо назван октябрь 774 года, первая дарственная хартия, в которой упоминается о власти над городом Карла Великого, относится к 12 июля того года. Также отмечается, что первым франком, названным в современных ему документах графом Брешиа, был Суппо I, упоминавшийся с этим титулом в 814 или 817 году.
В «Истории» Родольфо сообщается, что Исмонд был подданным короля франков Карла Великого и участвовал в войне с Лангобардским королевством. После того как в результате семимесячной осады Павии король Дезидерий в июне 774 года сдался Карлу Великому, единственным крупным городом Лангобардского королевства, оказавшим сопротивление франкам, была Брешиа. Лидерами сопротивления были местный герцог Потон и его брат епископ Ансоальд, заключившие союз с герцогом Бергамо Фулкорином, герцогом Виченцы Гайдо и герцогом Фриуля Ротгаудом. Направленный Карлом Великим на усмирение восстания Исмонд сначала попытался склонить мятежников к миру: он дважды направлял в Брешиа посольства (одно из них возглавлял Ансельм Нонантолский), однако Потон и Ансоальд категорически отвергли требование подчиниться Карлу Великому. В ответ франки разорили окрестности Брешиа: завоеватели сожгли бо́льшую часть селений, убили многих местных жителей, а оставшихся отправили под стражей во Франкское государство. Только после этого под давлением городской знати предводители мятежа согласись сдать Брешиа франкам. Получив от Исмонда уверения, что горожане и их имущество будут в неприкосновенности, 5 октября лидеры восстания впустили франкское войско в Брешиа. Однако Исмонд в тот же день отказался от всех своих обещаний, и по его приказу Потон и пятьдесят знатных горожан были казнены. Возможно, среди казнённых был и епископ Ансоальд.
После сдачи Брешиа король Карл Великий назначил Исмонда правителем города, а новым епископом стал Куниперт.
Тем временем Какон, брат Потона и Ансоальда, возглавил немногих всё ещё враждебных франкам лангобардов и укрепился на труднодоступной горе вблизи селения Манерба-дель-Гарда. Воины Исмонда два года держали в осаде Какона и его сторонников, но так и не смогли заставить мятежников сдаться. Только в 776 году, уже после смерти Исмонда, когда восставшим стала грозить неминуемая смерть от голода, Какон и его люди подчинились герцогу Фриуля Маркарию.
В сочинении Родольфо граф Исмонд описывается как чрезвычайно жестокий человек, для достижения своих целей готовый на любые преступления. Используя массовые казни для укрепления своей власти, в 775 году Исмонд повелел предать смерти уже не только горожан Брешиа, но и многих жителей других подвластных ему селений. Особенно сильно от жестокости Исмонда пострадало население Понтевико, где по приказу графа были казнены все знатные жители. Возмущённые злодействами правителя Брешиа несколько клириков решили убить Исмонда, но тот узнал о заговоре и казнил бо́льшую часть его участников. В 776 году Исмонд попытался насильно сделать наложницей знатную девушку Скомбургу, дочь городского судьи Дордума. Однако за честь дочери вступились её родители: не желая, чтобы Скомбурга была обесчещена, её отец собственноручно заколол дочь, а граф в гневе убил как самого Дордума, так и его жену Имбергу. Это стало причиной восстания в Брешиа, возглавленного братьями Скомбурги. Во время мятежа восставшие захватили графский дворец и жестоко убили Исмонда.
В то время Северная Италия была охвачена восстанием, которое возглавлял герцог Фриуля Ротгауд. Желая получить в союзники горожан Брешиа, он убедил своего сторонника аббата Лено Эрмоальда покинуть обитель и стать правителем города. Однако под давлением городской знати Эрмоальд уже вскоре должен был возвратиться в свой монастырь, а горожане Брешиа подчинились власти Карла Великого. Преемником убитого Исмонда король франков назначил графа Раймона. Тот же, будучи человеком справедливым, не стал наказывать участников восстания. Согласно Родольфо, убийство Исмонда не встретило порицания и со стороны Карла Великого.
Судьба Скомбурги стала основой для нескольких литературных произведений: драмы с использованием описанных в «Истории» Родольфо событий создали Б. Супьеи, А. Алессандрини, Л. Перуджини, А. Донини и другие авторы. Итальянский художник Г. Роттини написал картину «Смерть Скомбурги», находящуюся в Пинакотеке Тозио-Мартиненго.